# 彩星工科高等学校

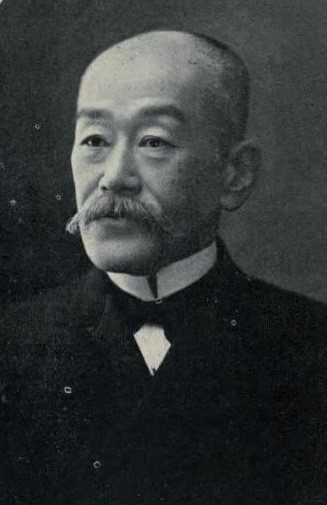
創立者の村野山人

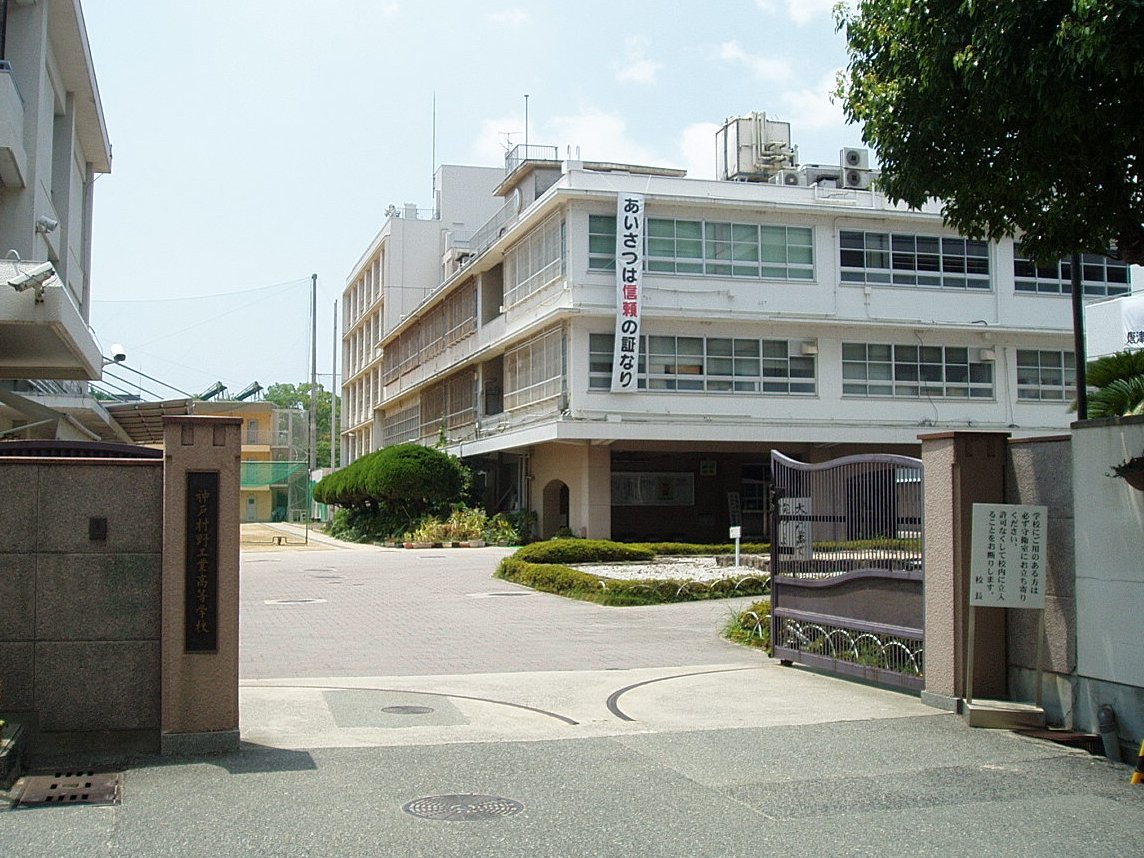
旧校舎（2015年8月）

彩星工科高等学校（さいせいこうかこうとうがっこう、英語: Saisei Engineering High School）は、兵庫県神戸市長田区五番町に所在する私立男子工業高等学校。
県内唯一の私立工業高等学校である。略称は「彩工（サイコー）」や「彩星（サイセイ）」。
校名にある彩星は「夜空を彩る満天の星」を意味し、「生徒一人ひとりが、可能性を輝かせて未来に進むことができる、オンリーワンのスーパースターになってほしい」（学校法人神戸村野学園理事長）という願いが込められている。
2026年度から男女共学になる予定である。

## 概要
県内約20校ある工業系高校の中で県立兵庫工高に次いで2番目に古い歴史を持つ。また私立の工業高校の中では全国で3番目に古い 歴史を持つと言われている。甲子園出場は春2回、夏1回。

## 沿革
- 1914年9月 - 「村野徒弟學校設立基金財團」（財団法人）が設立許可される（許可年月日：同年9月14日、登記年月日：同年10月5日）[4]。
- 1920年11月 - 神戸村野徒弟学校が設置認可される（設置許可日は同年11月4日[注釈 1]）[1]。学校建設工事開始（翌1921年3月15日に第1期予定工事が竣工）[6]。
- 1921年
  - 3月 - 神戸村野徒弟学校から神戸村野工業学校に名称変更（変更許可日は同年3月22日）[7]。法人の名称を「村野實業學校設立基金財團」に変更（登記年月日：同年3月25日、法人の主たる事務所の所在地は神戸市長田村字苅藻川1番地の1）[8][注釈 3]。
  - 4月 - 兵庫県神戸市長田村[7]において開校[1]。機械科及び、夜学の専修科（機械分科・電気分科）を設置[10]。
- 1928年4月 - 電気分科・紡績分科を設置[10]。
- 1930年 - 専修科を夜間の神戸工業高等専修学校に移管[11]（該当月不詳）。
  - 4月 - 第二本科（本科に準じた分科制）を併置[10]。
- 1942年4月 - 電気分科・紡績分科を廃止。電気科・造船科を設置。
- 1947年3月 - 造船科を廃止
- 1948年7月 - 学校教育法により神戸村野工業高等学校に改称
- 1951年3月 - 財団名義を「学校法人神戸村野工業高等学校」に改称。
- 1971年11月 - 創立50周年記念式典を挙行。
- 1975年4月 - 普通科を設置。
- 1979年3月 - 第2運動場（稲美グラウンド）を取得。
- 1981年11月 - 創立60周年記念式典を挙行。
- 1988年4月 - 情報電子科を設置。
- 1989年3月 - 情報電子科実習室（第3実習棟）竣工。
- 1991年11月 - 創立70周年記念式典を挙行。
- 1995年
  - 1月 - 阪神・淡路大震災により体育館、第1校舎、記念館をはじめ、その他各校舎・校地などに大きな被害が発生。
  - 8月 - 機械電子科設置認可。情報電子科を情報技術科と改称。
- 1996年
  - 3月 - 第1校舎新築復旧工事完了。
  - 10月 - 阪神・淡路大震災の新築復旧工事（体育館兼講堂・記念館など）完了。
- 1997年3月 - 第2実習棟（機械電子科実習室）改修。
- 2000年11月 - 創立80周年記念式典を挙行。
- 2004年8月 - 第2・3校舎耐震補強。
- 2005年
  - 8月 - 第1・2実習棟耐震補強。
  - 10月 - 第3運動場（ひよどりグラウンド）取得。
- 2006年
  - 8月 - 本館耐震補強。
  - 11月 - ひよどりグラウンド竣工式を挙行。
- 2010年11月 - 創立90周年記念式典を挙行。
- 2014年9月 - 台風11号によるひよどりグラウンド災害復旧工事。
- 2016年9月 - 食堂がリニューアル。Yショップ（コンビニ）がオープン。
- 2019年4月 - 普通科コース制開始。
- 2020年
  - 4月- 創立100周年を迎え、制服が学生服からブレザーにリニューアル。
  - 10月 - ひよどりグラウンドのバドミントン専用体育館が完成[12]。
  - 11月 - ポートピアホールにて創立100周年記念式典を挙行。
- 2021年5月 - 新校舎新築工事着工[13]。
- 2023年
  - 2月 - 新校舎棟完成[3]。
  - 4月 - 校名を彩星工科高等学校に変更[2][14]。法人の名称を「学校法人神戸村野工業高等学校」から「学校法人神戸村野学園」に変更[15]。

## 設置学科
- 機械科 - 1921年設置。
- 電気科 - 1942年設置。
- 情報技術科 - 1988年設置。旧：情報電子科。
- 機械電子科 - 1995年設置。
- 普通科 - 1975年設置。
  - アドバンスコース - 2019年スタート（スタート時は「総合アドバンスコース」）。
  - キャリアアップコース - 2019年スタート。
  - スポーツコース - 2023年スタート（総合アドバンスコースから分化）[16][17]。

## 施設・設備
主な出典：

### 本校
〒653-0003

兵庫県神戸市長田区五番町8丁目5番地

（敷地面積：17,719.51m2）
- 校舎棟（2023年2月完成[3]）
  - 食堂
  - Yショップ
- 体育棟
- グラウンド

※グラウンド、体育棟は既存の旧校舎解体後に整備予定。

### 神戸アスリートベース
（旧称：ひよどりグラウンド）
〒651-1125

神戸市北区ひよどり台南町4丁目15-13

（総面積：33,209m2：約1万坪）
- 野球場
- 屋内練習棟
- サッカー・ラグビーフィールド
- テニスコート
- 陸上競技用レーン
- 研修棟
- 管理棟
- 体育館（バドミントン専用コート）

### いなみアスリートベース
（旧称：稲美グラウンド）
〒675-1104

兵庫県加古郡稲美町野寺上南岡

（総面積：13,261m2：約4千坪）
- 体育館
- グラウンド
- 宿泊施設
- 食堂

## 著名な卒業生

### 野球
- 安達智次郎
- 黒田哲史
- 坂孝一
- 中谷忠己
- 野間峻祥
- 原田和彦
- 三浦道男

### ラグビー
- 尾崎真義
- 松岡久善

### その他
- 玉越強平（ボクシング）
- 山下正人（真正ボクシングジム会長）
- 濱田卓実（バスケットボール）
- 佐々木崑（写真家）
- 柴田俊一（京都大学名誉教授、旧制時代に卒業）

### 芸能
- 上島竜兵（ダチョウ倶楽部）
- 清水啓之（吉本新喜劇）
- 松岡卓弥（サーターアンダギー）
- 田中俊之

## 不祥事
2014年9月、少林寺拳法部副顧問の指導を受けていた2年生男子が顧問に練習内容を相談したところ、副顧問が当該部員を殴打、飛蚊症を患った。2015年初頭、当該部員は副顧問を刑事告訴、長田署が副顧問を傷害容疑で書類送検。2015年10月、副顧問と学校を相手に総額約1300万円の損害賠償を求め、神戸地裁に提訴。